# Impacto Inminente
Impacto Inminente es el quinto episodio de la primera temporada de los Thunderbirds, serie de televisión de Gerry Anderson para Supermarionation fue el 16.º episodio producido. El episodio salió al aire primero en ATV Midlands el 28 de octubre de 1965. Fue escrito por Donald Robertson y dirigido por Desmond Saunders.

## Sinopsis
Se ponen en peligro a dos hombres cuando un avión saboteado cae por Hood en una Estación de Tele radio. El cuarto de mando de la cima está oscilando en el viento y se derrumbará pronto. Ellos no pueden ser rescatados directamente, pero una cápsula disparada por el Thunderbird 2 contiene el medio de escape para los hombres. ¿El rescate tendrá éxito finalmente antes de la estructura se caiga?

## Argumento
Un jet con motor de reacción que se mueve a una velocidad dos a veces mayor que la normal abre fuego contra una instalación. El piloto se dirige a atacar un barco. Esta es una demostración del General Bron para el beneficio de un impresionado The Hood. Bron admite que su rival, el jet 'Flecha Roja' es superior al suyo y él ofrece un premio generoso a The Hood si es capaz de destruir todas las Flechas Rojas experimentales.
En el Aeropuerto de Londres, el Comandante Norman evacúa el área de prueba y pasa el control al Coronel Tim Casey. Un hangar se mueve revelando la Flecha Roja 1 al mando de Race. Entretanto The Hood está observando desde un estacionamiento de automóviles cercano bajo el disfraz de un coche de lavandería. La Flecha Roja se va al mando de Race y nivela a una velocidad de 6000. Pronto, sin embargo, la velocidad del avión está aumentando rápidamente y Race es incapaz de controlarlo. Vira fuera del curso y empieza a caer pero Race esta inconsciente y no puede eyectarse fuera. La Flecha roja 1 cae en un hangar y explota. Cuando los vehículos de emergencia se apresuran a su rescate, Casey se pregunta que salió mal.
En la Isla Tracy, Jeff lee un periódico que dice que los vuelos de prueba continuarán pero sin la dirección de Casey, un viejo amigo astronauta de Jeff. Bron y The Hood disfrutan una comida en el templo pero Bron se niega a pagar The Hood hasta que el proyecto de la Flecha Roja sea abandonado y para lograr esto The Hood debe sabotear la Flecha Roja 2.
Alan y Brains descubren un avión que se acerca hacia Isla Tracy que causa confusión a los habitantes los cuales cambian a estado de encubrimiento. El avión desciende hacia la isla como si se preparara a atacarla pero cuando aprieta el botón del proyectil suelta un estandarte que dice simplemente "Saludos Jeff Tracy". Jeff correctamente dice que el visitante es Casey.
En una torre de televisión en el campo inglés The Hood ata un dispositivo a la base. Él habla por radio con los hombres en la cima, Jim y Stan, pretenden ser un mecánico y les asegura que la estructura de la torre resistirá a la próxima tormenta. Brains revisa los planos de la Flecha Roja y determina que un dispositivo de desviación lo saco fuera de curso. Él diseña un equipo que puede descubrir cualquier desviación. Goddard, el piloto de Casey, deja la isla llevando el detector de desviación con él.
Pronto él está dentro de la Flecha Roja 2 él se prepara para el lanzamiento, ahora bajo la supervisión de Norman. Se va y se nivela como antes. Como la tormenta está alrededor de la torre, los operadores descubren una fuerza ciclónica feroz que sólo puede ser causada por un avión. Goddard descubre una desviación y, Norman da la instrucción de abandonar el avión. Norman contacta a la torre y aconseja a los hombres que evacúen la torre y a pesar del escepticismo de Jim, ellos llaman al elevador. Desgraciadamente no llega a tiempo y la Flecha Rojas se estrella a un lado de la torre, dañando la estructura severamente.
Con Jim y Stan atrapados en el cuarto de mando de la cima, la torre amenaza con caer. Stan repara la radio y llama a Rescate Internacional. Los miembros de IR tienen que evitar que Casey vea lo que hacen. Scott toma el Thunderbird 1 llevándolo abajo de la piscina y Virgil y Alan seleccionan la Vaina 3 en el Thunderbird 2 pero no puede salir aún. Entretanto Tin-Tin lleva a Casey a bucear alrededor de la isla para buscar una rara serpiente marina y una vez están bajo el agua ella envía a un mensaje a Jeff. Los Thunderbirds 1 y 2 son lanzados.
Algún tiempo después, El Thunderbird 1 aterriza a una distancia corta de la torre y Scott decide coordinar el rescate desde esa posición. Él envía la cámara remota flotante a la torre y transmite las imágenes del daño de la torre a él y al Thunderbird 2. La cámara alcanza la cima y Scott ve que los hombres todavía están bien. El Thunderbird 2 aterriza en el lado oriental y Alan saca de la Vaina 3 el Mortero de empuje, un vehículo pequeño de oruga con un mortero montado al frente, Virgil lo acompaña a pie. 
Alan orienta el mortero y Scott retira la cámara. Alan dispara una cápsula a través de la ventana del cuarto de mando dónde cae en el suelo. Jim y Stan la toman descubriendo que su escape se encuentra adentro y salen al balcón. Ellos tiran de las válvulas y son lanzados al aire. La torre se derrumba finalmente y cae a la tierra. Scott y Virgil piensan que fallaron pero Alan ve a los hombres aterrizar seguramente a poca distancia en la tierra. Virgil descubre el dispositivo desviador en los restos de la torre. Él transmite por radio la Isla Tracy y muestras una imagen del objeto que Brains identifica como el dispositivo desviador. Jeff le dice a Virgil que llame a la policía.
The Hood está escapando en su camioneta cuando la policía empieza a seguirlo. Viendo una barrera policíaca en frente él cree que es una emboscada y maneja directamente a través de ella. Sin embargo, realmente es una coincidencia ya que ellos están impidiendo al tráfico acercarse por el derrumbe de un puente. La camioneta de The Hood sale volando y estrellándose en el río. Mientras el archivillano sobrevive, él es despedido por Bron. 
Los Thunderbirds vuelven a la base y aterrizan, regresando a sus hangares respectivos. Cuando todos regresan a la normalidad, Jeff envía a una señal a Tin-Tin, que está con Casey en las cuevas submarinas, informándole que ellos pueden regresar ahora al salón de descanso. Jeff y Virgil recuentan la historia (omitiendo su propio envolvimiento) agregando que se le ha pedido a Casey volver para dirigir las futuras pruebas de la Flecha Roja. Goddard regresa a la isla y se lleva a Casey, ahora llevando un estandarte que dice "Gracias Jeff Tracy".

## Reparto

### Reparto de voz regular
- Jeff Tracy — Peter Dyneley
- Scott Tracy — Shane Rimmer
- Virgil Tracy — David Holliday
- Alan Tracy — Matt Zimmerman
- Gordon Tracy — David Graham
- John Tracy — Ray Barrett
- Brains — David Graham
- Tin-Tin Kyrano — Christine Finn
- Lady Penélope Creighton-Ward — Sylvia Anderson
- Aloysius "Nosey" Parker — David Graham
- The Hood -

### Reparto de voz invitado
- Coronel Tim Casey
- Comandante Norman
- Race (piloto de la Flecha Roja 1)
- General Bron
- Goddard (piloto de la Flecha Roja 2 y del Skyhawk)
- Jim
- Stan

## Equipo principal
Los vehículos y equipos vistos en el episodio son:
- Thunderbird 1 (llevando la cámara remota)
- Thunderbird 2 (llevando la Vaina 3)
- Mortero Propulsor
- 'Flecha Roja' jet de convate
- Bramen
- 'Skyhawk' (jet de Casey)

## Errores
- Cuando el Thunderbird 1 inicia la secuencia previa al lanzamiento esta en una posición en la que los lados de la nave van paralelos a las dos enormes aventuras de los lados, pero en la siguiente escena cambia rápidamente de posición y los lados de la nave quedan mirando a cada lado de la rampa (Este error se repite en cada episodio en donde aparece esta secuencia).